# ۸۳۲ (میلادی)
۸۳۲ (میلادی) هشتصد و بسی و دومین سال تقویم میلادی است.

## درگذشتگان
‎